# Milda Petrauskienė
Milda Petrauskienė (ur. 1 lutego 1949 w miejscowości Kaimynai w rejonie uciańskim) – litewska polityk, nauczycielka, działaczka komunistyczna, posłanka na Sejm.

## Życiorys
W 1967 ukończyła szkołę średnią w Użpolu, a w 1972 studia z zakresu literatury i filologii litewskiej w Wileńskim Instytucie Pedagogicznym. W połowie lat 80. studiowała także w wyższej szkole partyjnej w Wilnie. Pracowała jako nauczycielka w szkołach średnich w Syłgudyszkach i Pokrojach. Od 1976 do 1990 była etatową funkcjonariuszką Komunistycznej Partii Litwy jako instruktor komitetu w Pokrojach oraz sekretarz i drugi sekretarz komitetu rejonowego.
W 1990 została członkinią postkomunistycznej Litewskiej Demokratycznej Partii Pracy, w 2001 wraz z tym ugrupowaniem wstąpiła do Litewskiej Partii Socjaldemokratycznej. W latach 1992–1995 pełniła funkcję asystentki posła Povilasa Gylysa. W 1995 i w 1997 uzyskiwała mandat radnej rejonu uciańskiego. Od 1995 do 1997 zajmowała stanowisko kierownika okręgu uciańskiego. W latach 1998–2004 pracowała jako asystentka lewicowych posłów.
W wyborach w 2004 i w 2008 była wybierana do Sejmu Republiki Litewskiej. W 2012 po raz trzeci z rzędu uzyskała mandat poselski z ramienia socjaldemokratów.